# Leptostylopsis terraecolor
Leptostylopsis terraecolor är en skalbaggsart som först beskrevs av Horn 1880.  Leptostylopsis terraecolor ingår i släktet Leptostylopsis och familjen långhorningar. Inga underarter finns listade i Catalogue of Life.

## Bildgalleri

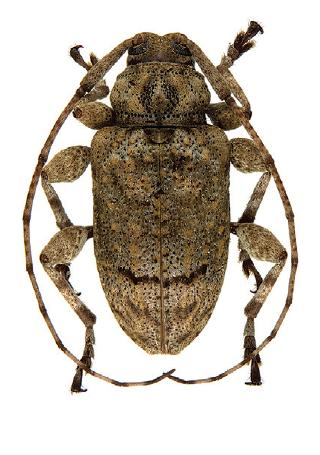